# Вампиры Венеции
«Вампиры Венеции» (англ. The Vampires of Venice) — шестая серия пятого сезона британского научно-фантастического телесериалa «Доктор Кто», показанная 8 мая 2010 года. Сценаристом выступил Тоби Уитхаус, который ранее написал сценарий для серии «Встреча в школе». Режиссёром серии стал Джонни Кэмпбелл.
Доктор, после того, как в серии «Плоть и камень» Эми Понд поцеловала его, берёт жениха Эми, Рори Уильямса, с собой в ТАРДИС и отправляет его и Эми в романтическое путешествие по Венеции 1580 года. Там они заинтересовались школой для девочек, студентки которой, по всей видимости, вампиры. Взявшись за расследование, все трое вскоре обнаружили, что на самом деле те, кого они приняли за вампиров, являются замаскированными под людей инопланетными беженцами, а Венеция должна быть затоплена, чтобы стать им новым домом.
В процессе работы над сценарием Тоби Уитхаус первоначально использовал другую идею. Однако во время обсуждения было решено, что в основе эпизода будет именно романтическая история. В результате Уитхаус написал сценарий, в котором события происходят в Венеции, а также фигурируют вампиры — по мнению сценариста, они прекрасно вписались в окружение. Съёмки проходили в конце 2009 года в прибрежном городе Трогире (Хорватия), архитектура которого хорошо подходила для изображения средневековой Венеции. Эпизод посмотрело 7,68 миллионов британских зрителей, и он получил смешанные отзывы от критиков. Критики положительно оценили юмор и производственный дизайн «Вампиров Венеции», а также актёрскую игру Хелен МакКрори и Алекса Прайса, но при этом было отмечено много общих моментов с другими эпизодами шоу.

## Предыстория
Доктор — путешественник в пространстве и времени. Выглядит как человек, но относится к расе Повелителей Времени с планеты Галлифрей. Повелители Времени обладают способностью регенерировать (перерождаться) по мере попадания в смертельные ситуации. В результате регенерации Повелитель Времени полностью меняет свою внешность и частично — характер. Доктор — последний Повелитель Времени. Лишённый своего дома, он спасает другие миры, в том числе и человечество.
В качестве способа передвижения Доктор использует ТАРДИС (англ. TARDIS — Time And Relative Dimension(s) In Space) — живую машину времени и одновременно космический корабль, выглядящую как английская синяя полицейская будка из 1960-х годов, но вмещающую в себя гораздо больше, чем кажется («она больше внутри, чем снаружи»). В качестве подручного инструмента для осуществления мелких операций с предметами (запирание-отпирание замков, починка приборов, сканирование чего-либо и т. п.) им применяется звуковая отвёртка. Доктор обладает нечеловеческим интеллектом.
В пятом сезоне телесериала (2010) Доктор, вернее, его одиннадцатая инкарнация, путешествует со своей новой спутницей по имени Амелия Понд, появившейся в открывающей сезон серии «Одиннадцатый час».

## Сюжет

### Краткое содержание
Доктор, полагая, что влечение Эми к нему связано со стрессом от путешествий, забирает её жениха Рори с мальчишника и предлагает им отправиться в романтическое путешествие на двоих в ТАРДИС. Они приземляются в Венеции в 1580 году и вскоре попадают в неприятности. Покровительница города, синьора Розанна Кальвиерри, утверждает, что за пределами Венеции людям угрожает Чёрная смерть, но Доктор говорит, что это ложная информация и она использует это как предлог, чтобы изолировать город от внешнего мира. Чтобы узнать больше, они знакомятся со строителем лодок Гвидо, который отчаянно ищет информацию о своей дочери Изабелле. Гвидо объясняет, что синьора Кальвиерри организовала высшую школу для воспитания молодых девушек, в которую смогла поступить и Изабелла, но теперь он боится, что что-то не так. Доктор, Эми и Рори, которые расследуют это дело отдельно друг от друга, приходят к одному и тому же выводу: синьора Кальверри, её сын Франческо и все девушки в школе являются вампирами — они питаются кровью молодых женщин, боятся прямых солнечных лучей и не отражаются в зеркале.
Эми разрабатывает план, согласно которому она поступает в школу синьоры Кальвиерри с помощью Рори, а затем проводит его туда вместе с Доктором. Когда она открывает нужные ворота, её обнаруживают и доставляют в камеру, чтобы превратить в вампира. Завязалась борьба, Эми пинает Розанну и выясняет, что та носит устройство, которое маскирует её истинный, инопланетный, облик. Изабелла, которая до сих пор не полностью обратилась, освобождает Эми и вместе с ней, Доктором и Рори убегает. Однако девушка медлит на выходе, потому что яркие солнечные лучи пугают её, и Изабеллу затягивают обратно внутрь, после чего дверь закрывается. Доктор пытается спасти её, но получает разряд электричества и теряет сознание. Изабеллу бросили в канал по приказу синьоры Кальвиерри, где её съело что-то, что живёт под водой.
Доктор всё же смог пройти внутрь. Он узнаёт в синьоре Кальвиерри сатурнианку, жителя планеты Сатурнайн, замаскированного под человека при помощи фильтра восприятия (фильтры являются причиной отсутствия отражения). Существа с планеты Розанны убегали от многочисленных трещин во времени, которые угрожали Сатурнайну, в нескольких они слышали только тишину. Кальвиерри и её сын прибыли через одну из трещин в Венецию, в настоящее время они стремятся затопить город и превратить людей в «Сестёр Воды» для того, чтобы спасти свой вид. Когда Доктор возвращается в дом Гвидо, Розанна приказывает обращённым девушкам напасть на них. Гвидо жертвует собой ради других, взорвав несколько бочонков пороха, что убивает его и девушек. Тем временем синьора Кальвиерри активирует устройство на башне, которое начинает создавать землетрясения и наводнения, угрожая затопить Венецию. Пока Эми и Рори сражаются с Франческо, Доктор поднимается на башню и останавливает устройство. Единственная женщина своей расы, Розанна Кальвиерри бросается в канал, где её ждет обречённое на смерть потомство, но перед этим она говорит Доктору, что теперь он несёт ответственность за исчезновение двух рас: сатурниан и Повелителей Времени.
После произошедшего Доктор предлагает Эми и Рори продолжить путешествовать с ним, они соглашаются. Доктор собирается войти в ТАРДИС, но неожиданно всё вокруг замолкает. Вздрогнув, Доктор вспоминает слова синьоры Кальвиерри: «Мы видели тишину и конец всего сущего…»

### Связь с другими сериями
В данной серии в сцене, где Доктор демонстрирует психобумагу, она показывает читательский билет с фотографией Первого Доктора (Уильяма Хартнелла).

## Производство

### Написание сценария
«В самом деле, это был один из тех сценариев, с которыми я обычно и имею дело. Честно говоря, я уже и не помню, кто в первый раз заговорил о появлении вампиров в эпизоде — я думаю, что всё же это был я — но это не исключает того факта, что Венеция — очень тёмное и жуткое место, полное тьмы и различных секретов. Есть в этом городе нечто сокрытое от наших глаз. И в то же время что-то изящное и готическое. В итоге идея выпуска эпизода с вампирами оказалась весьма к месту».
Сценарист эпизода, Тоби Уитхаус, при написании сценария изначально хотел использовать в качестве места действия «своего рода лабиринт», однако Стивен Моффат и Пирс Венджер посчитали, что это сделает эпизод слишком похожим на другие эпизоды сезона, и попросили Уитхауса переписать сценарий. Изначальная задумка Уитхауса была реализована в эпизоде следующего сезона, «Комплекс Бога». Данный же эпизод, по предложению исполнительных продюсеров, должен был стать «одной большой и смелой романтической историей». Уитхаус, которому сказали выбрать «какое угодно место в мире», в котором могла произойти такая романтическая история, посчитал, что наилучшим выбором будет Венеция, которую он назвал одним из своих самых любимых мест на Земле. Также он посчитал, что вампиры вполне впишутся в обстановку. Сам сценарист заявлял, что получил замечательный опыт при написании эпизода, отметив, что «работа над сценарием для сериала приносит удовольствие и радость». Учитывая, что он является исполнительным продюсером сериала «Быть человеком», в данном случае Уитхауса привлекло то, что ему не нужно заботиться о других аспектах производства эпизода, кроме собственно написания сценария. Основной поворот истории, вокруг которого строится весь эпизод, — «затопление Венеции» — был задуман исходя из того, что Уитхаус должен был использовать особенности окружения, в том числе и тот факт, что события будут происходить в городе на воде. Как отмечал сценарист, Венеция «постоянно боролась» с различного рода врагами, но на сей раз страшнейшим врагом города стал он сам.
Начальную сцену эпизода, в которой персонаж по имени Изабелла поступает в школу и пугается, предчувствуя опасность, Тоби Уитхаус описал как «классическую» для «Доктора Кто», поскольку она развивает типичную для сериала схему «жертва попала в ловушку». Согласно первоначальной задумке на фоне крика Изабеллы должны были начаться титры с названиями шоу и эпизода, однако режиссёр эпизода, Джонни Кэмпбелл, посчитал, что последующие две сцены эпизода имеют «значительно более мягкие концовки», что не позволит им поддержать напряжение, созданное началом. В результате было решено запустить титры после сцены, в которой Доктор срывает мальчишник Рори. Этот момент Уитхаус назвал «забавным» и посчитал уникальным переходом к начальным титрам. Также сценарист хотел на примере Рори подчеркнуть ту опасность, которую Доктор представляет для людей. По его мнению, спутники постепенно приобретают те же взгляды в отношении опасности, которые можно заметить у Доктора, а Рори мог стать прекрасной возможностью опровергнуть это. Кроме того, все события и персонажи должны были иметь «жилку комичности». Согласно утверждениям Уитхауса больше всего сложностей возникло при работе над «трагическим» персонажем по имени Гвидо. Своего рода сюрпризом оказалась «метатекстуальная» ссылка на Первого Доктора, фотографию которого можно заметить на читательском билете Повелителя Времени. Также в эпизод были введены ссылки на основную арку сезона — Тишину — и впоследствии кадры, содержащие эти ссылки, были использованы в серии «День Луны».
После написания сценарий не раз подвергался пересмотру: из него исключались некоторые сцены, в том числе и те, которые на тот момент уже были сняты. Среди них была сцена борьбы между Доктором и стюардом Розанны, диалог Доктора со своей спутницей после кульминационного момента; сражение Рори и Франческо в изначальном варианте была значительно длиннее. Кроме того, Эми и её жених должны были загнать Франческо в угол, обвинив в нападении на местного жителя, свидетелями которого они стали, а вампир должен был сбежать от них по стене. С точки зрения Уитхауса, постановка данного трюка не представляла особых сложностей, но его убедили в том, что это может оказаться труднее, чем кажется на первый взгляд. Также при обсуждении сценария с Хелен МакКрори (актрисой, которая играет Розанну) было решено добавить сцену, в которой Розанна кусает Эми.

### Съёмочный процесс и работа над спецэффектами

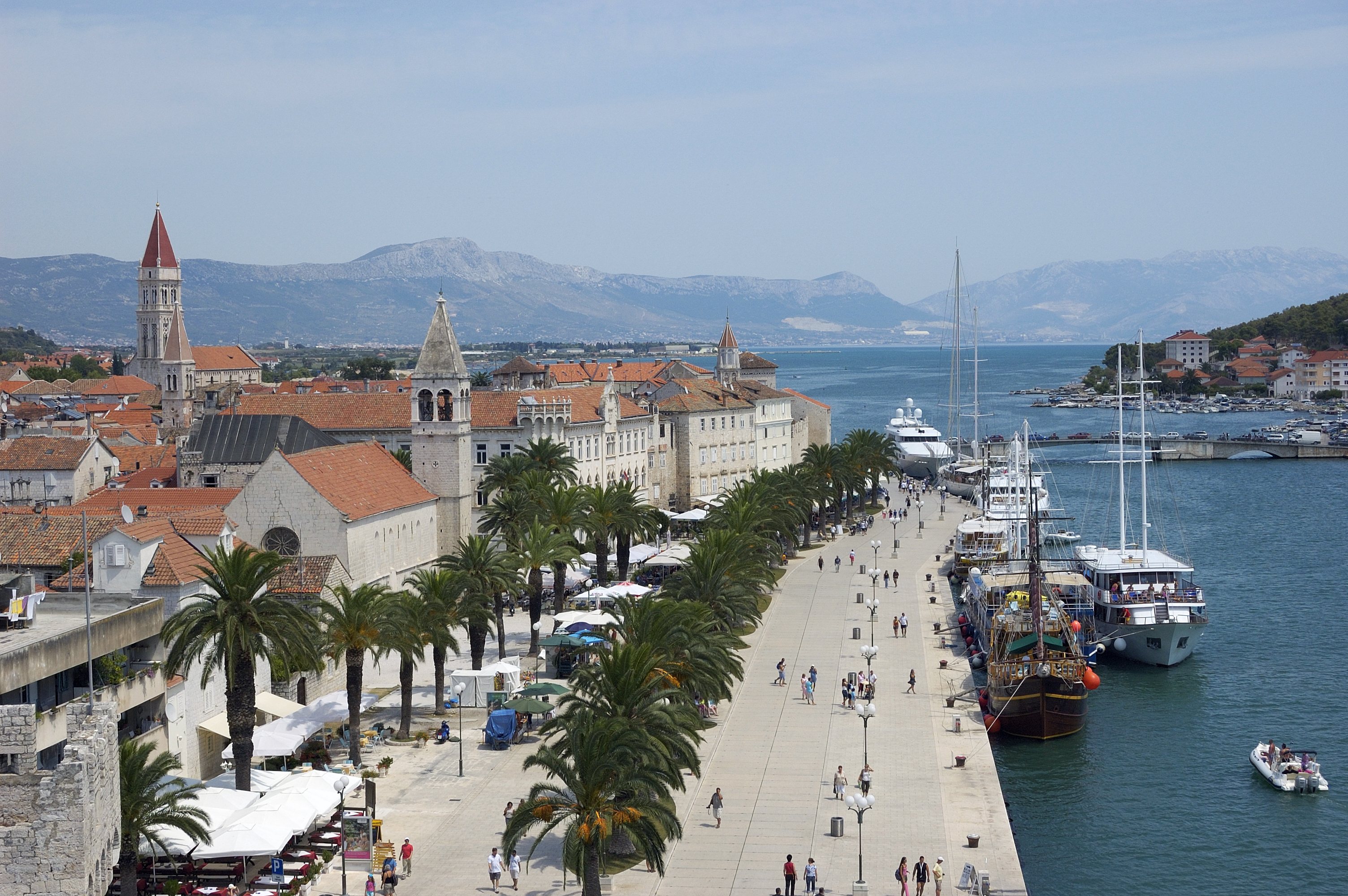
В качестве Венеции XVI века использовались пейзажи хорватского города Трогир

Съёмки эпизода начались 23 ноября 2009 года с вычитки ролей. Это был первый эпизод «Доктора Кто» для Кэмпбелла в качестве режиссёра, а также первый для Патрика Швейцера в качестве сопродюсера. Съёмочный процесс эпизода «Вампиры Венеции» был включён в пятый производственный блок, в который также входило создание эпизода «Винсент и Доктор». В конце 2009 года было решено переместить съёмки в прибрежный хорватский город Трогир, поскольку на улицах современной Венеции слишком много различных современных магазинов. Выбор объяснялся тем, что Трогир по сути является колонией переселенцев из Венеции и в нём сохранилась архитектура тех времён, в том числе и венецианская. Внутренняя обстановка дома Кальвиерри воссоздавалась в нескольких местах: Атлантическом Колледже, замке Кайрфилли, Кастель-Кохе и Часовой башне Трогира; обстановка дома Гвидо снималась в Llancaiach Fawr Manor, особняке XVI века недалеко от Кардиффа. Производственная команда постаралась воссоздать герб дома Кальвиерри в максимально возможном количестве мест, а художественная команда занималась созданием скульптур рыбоподобных горгулий, которые должны были украсить башню. Для кульминационного момента эпизода использовалась Часовая башня Трогира; съёмки этой сцены представляли особую сложность, по большей части из-за трюков, которые должен был выполнить Мэтт Смит. Крыша здания была тщательно воссоздана в студии, в процессе активно использовался «зелёный экран».
Сцены с гондолами изначально были сняты во рву замка Кайрфилли, а затем вставлены в нужное место при помощи компьютерных технологий. Съёмки местных жителей, в том числе женщины с козой, проводились на рынке. Также небольшая часть группы отправилась в Венецию, так как для производственного процесса были необходимы панорамы города, на которых видны здания по бокам от каналов. Кэмпбелл также хотел включить в кадр всё, что ему нравилось в Венеции, в том числе церковные шпили и узкие дорожки. Кроме того, несмотря на то, что Трогир располагался на побережье, город не имел сети внутригородских каналов, поэтому необходимо было заполнить область ниже балконов зданий. Вся вода в каналах была воссоздана на компьютере. Огромный зал, в котором мадам Кальвиерри принимала девушек, чтобы впоследствии превратить их в сатурниан, пестрел зелёным цветом — впоследствии цвет заменялся цифровым фоном, а также изображениями истинного облика Розанны, чтобы воссоздать испорченную инопланетную технологию маскировки. Часть этих сцен было вырезано из соображений цензуры — руководство канала посчитала некоторые моменты «слишком страшными».

Розанна в своём истинном облике

Также некоторые сцены подверглись кардинальным изменениям из-за проблем с бюджетом. Прежде всего это касалось истинного облика сатурниан, создание которого на компьютере обошлось команде недёшево, и, как следствие, пришельцы могли появится в кадре лишь на несколько секунд. В результате было решено распределить эти несколько секунд по всей длине эпизода. Кроме того, была изменена сцена гибели Розанны: по изначальной задумке Уитхауса из воды канала должен был показаться монстр-сатурнианин и схватить Розанну, однако в процессе съёмок выяснилось, что этот вариант потребует слишком много средств, поэтому Моффат вынужден был уговорить Уитхауса сделать монстра «невидимым».
Костюмы для эпизода, в том числе и вуали воспитанниц дома Кальвиерри, были воссозданы по предметам искусства XV и XVI веков. В сцене, где Рори отдаёт Эми в школу Кальвиерри, на нём тот же костюм, который на протяжении эпизода носит Гвидо; надеть на Рори этот наряд было идеей Моффата, но Уитхаус, считавший Гвидо «трагическим персонажем», первоначально был против этого. В итоге сценарист пришёл к выводу, что Рори в футболке с мальчишника в этой сцене выглядел бы странно. Платье мадам Кальвиерри было сшито таким образом, чтобы максимально походить на её истинную форму — это облегчало переход между ней и маскировкой. Хелен МакКрори специально обучалась ходить в нём, чтобы все движения как можно точнее походили на движения рыбы. Зубы вампиров были уникальны для каждого актёра и создавались специально для них. Держа протезы во рту было довольно трудно говорить, отчего Алексу Прайсу приходилось повторять реплики Франческо по нескольку раз, хотя сам актёр признался, что стал «довольно умело» разговаривать с вампирскими зубами во рту.

## Показ
Премьера «Вампиров Венеции» состоялась 8 мая 2010 года на британском канале BBC One. В связи с тем, что после неё транслировалась расширенная версия Over the Rainbow, эпизод вышел в эфир в 18:00 — с момента возрождения сериала в 2005 году это стало самым ранним временем показа серии «Доктора Кто». Считается, что по этой причине рейтинги были сравнительно низкими: 6,7 миллионов зрителей на BBC One и BBC HD одновременно. Когда был подсчитан окончательный рейтинг, выяснилось, что всего этот эпизод посмотрело 7,68 миллионов зрителей, в результате чего шоу достигло пятого места среди всех программ недели на BBC One. Серия получила индекс оценки 86 из 100, что соответствует оценке «отлично».
«Вампиры Венеции» были изданы на DVD и Blu-ray 5 июля 2010 года, вместе с предыдущими эпизодами, «Время ангелов» и «Плоть и камень». 8 ноября 2010 года серия была включена в бокс-сет с полным собранием эпизодов пятого сезона.

### Критика
«Вампиры Венеции» получили смешанные отзывы. Дэниэл Мартин, рецензент обозревателя The Guardian, описал эпизод как «красиво снятый», также отметив, что «способ, которым каждый аспект вампирской мифологии объяснён при помощи псевдонауки „Доктора Кто“, выбран просто замечательно; сцена между Доктором и Розанной сыграна восхитительно; диалоги такие, какие ты обычно и ожидаешь от Уитхауса… а кульминационный момент с Доктором, снимающим показания с башни во время грозы, выполнен с нужным уровнем мастерства». Критик журнала SFX Дэвид Брэдли также дал серии положительный отзыв, поставив ей четыре из пяти звёзд. Он отметил, что эпизод «намного лучше структурирован, содержит гораздо больше забавных моментов и намного больше затягивает», чем предыдущая одиночная история, «Победа далеков». Брэдли, помимо прочего, похвалил актёрскую игру Алекса Прайса. Однако он посчитал, что «места действия выглядят затратно, в то время как спецэффекты — жалко».
Гэвин Фуллер из The Daily Telegraph дал «Вампирам Венеции» негативный отзыв, назвав их «очень разочаровывающими» и «впустую потраченной возможностью». Он критически отозвался о сценарии и построении сюжета «чисто ради производительности», отметив, что начальная сцена использовала «идею, слишком похожую» на начальную сцену другой работы Уитхауса, эпизода «Встреча в школе»; идея «пришельцев-замаскированных-под-людей», с его точки зрения, взята из сценария того же эпизода. Фуллер негативно оценил игру Лусиана Мсамати, исполнявшего роль Гвидо, описав актёра как «будто спрыгнувшего с подмостков во время постановки „Отелло“», и любовный треугольник между Доктором, Эми и Рори, в невыгодном свете сравнив его с таковым между Доктором, Розой и Микки в прошлых эпизодах. Кроме того, критик посчитал, что финал серии слишком напоминает концовки «Фонаря идиота» и «Эволюции далеков».
Патрик Малкерн, журналист из Radio Times, в некоторых суждениях согласился с Фуллером: «Я должен признать, что часто зеваю на моментах, где пришельцы маскируются под людей. Слишком уж часто мы видим это в последнее время» — и отметил, что ту же идею Уитхаус использовал в предыдущих своих работах — эпизоде «Доктора Кто» «Встреча в школе» и эпизоде «Торчвуда» «Греки, дары приносящие». Но тем не менее Малкерну понравились сценарные ходы, «благодаря которым во многих моментах с Доктором, Эми и Рори проступает нечто забавное и нечто героическое». Его похвалы также удостоился «замечательный актёрский состав», в особенности Хелен МакКрори, которую он назвал «величественной». Рецензент IGN Мэтт Уэйллс оценил «Вампиров Венеции» на 7 баллов из 10, отметив «множество потрясающих моментов, даже учитывая, что вместе они не составили единое ощущение удовольствия». Он похвалил комические сцены с участием Эми и Рори и актёрскую игру МакКрори, а также красиво снятые места действия и «достаточно умный ход с научно-фантастическим представлением классического образа вампира», признав, что пришельцы получились достаточно запоминающимися. Однако он вынужден был согласиться с Фуллером и Малкерном в том, что «самой большой проблемой эпизода является неуместно знакомые» погони с участием пришельцев, уже встречавшиеся в предыдущих сериях.